# Хекер (Илиноис)
Хекер (енгл. Hecker) град је у америчкој савезној држави Илиноис.

## Демографија
По попису из 2010. године број становника је 481, што је 6 (1,3%) становника више него 2000. године.
| Група             | 2000.       | 2010.       |
| Белци             | 469 (98,7%) | 463 (96,3%) |
| Афроамериканци    | 1 (0,2%)    | 0 (0,0%)    |
| Азијати           | 0 (0,0%)    | 0 (0,0%)    |
| Хиспаноамериканци | 3 (0,6%)    | 5 (1,0%)    |
| Укупно            | 475         | 481         |